# Eratoneura corylorubra
Eratoneura corylorubra är en insektsart som först beskrevs av Knull 1945.  Eratoneura corylorubra ingår i släktet Eratoneura och familjen dvärgstritar. Inga underarter finns listade i Catalogue of Life.